# Palojoensuu
Palojoensuu [ˈpɑlɔjɔɛnsuː] (nordsamisch Bálojotnjälbmi) ist ein Dorf in der Gemeinde Enontekiö in Finnisch-Lappland. Palojoensuu liegt im Südwesten des Gemeindegebiets an der Mündung des Palojoki-Flusses in den finnisch-schwedischen Grenzfluss Muonionjoki. Die Hauptstraße 93 in das 26 km östlich gelegene Gemeindezentrum Hetta geht hier von der dem Verlauf des Muonionjoki folgenden Staatsstraße 21 ab.
1826 wurde die Kirche von Enontekiö aus dem nördlich gelegenen Markkina nach Palojoensuu verlegt, schon 1856 entschloss man sich aber, eine neue Kirche in Hetta zu errichten. Die Kirche von Palojoensuu wurde abgetragen und ihre Balken unter den Bewohnern der Umgebung versteigert. Im Lapplandkrieg 1944–1945 war Palojoensuu Schauplatz von Kämpfen zwischen deutschen und finnischen Truppen.